# بيدرو مانجي
بيدرو مانجي (مواليد 13 أكتوبر 1988) هو لاعب كرة قدم أوروغوياني.

## وصلات خارجية
- بيدرو مانجي على موقع رابطة كرة القدم اليابانية للمحترفين (اليابانية)
- بيدرو مانجي على موقع قاعدة بيانات كرة القدم.إي يو (الإنجليزية)
- بيدرو مانجي على موقع Soccerway.com (الإنجليزية)
- بيدرو مانجي على موقع عالم كرة القدم.نت (الإنجليزية)